# Scar Inlet
Das Scar Inlet (in Argentinien Ensenada Scar, in Chile Bahía Scott) ist eine Bucht im Larsen-Schelfeis unmittelbar nordwestlich der Jason-Halbinsel an der Oskar-II.-Küste des Grahamlands auf der Antarktischen Halbinsel. Sie wird durch den Tashtego Point und den Chapman Point begrenzt.
Entdeckt wurde sie im Jahr 1902 durch Otto Nordenskjöld, Leiter der Schwedischen Antarktisexpedition (1901–1903), der sie Scott-Bucht nach dem britischen Polarforscher Robert Falcon Scott benannte. Diese Benennung hielt sich allerdings nicht, vermutlich wegen der zahlreichen nach Scott benannten geographischen Objekte in der Antarktis. Das UK Antarctic Place-Names Committee benannte sie nach dem Scientific Committee on Antarctic Research (SCAR) in Anerkennung der Rolle dieser Institution für die weiterführende Erforschung Antarktikas.